# Falusna faza
Falusna faza u Frojdovoj psihoanalizi, jedan je od perioda u psihoseksualnom razvoju deteta, koja se proteže od treće do šest godine života. U njoj se libido (seksualna želje) deteta usredsređuje na njegove genitalije kao erogenu zonu. Kada deca postanu svesna svog tela, tela druge dece i tela njihovih roditelja, ona sopstvenu fizičku radoznalost zadovoljavaju tako što se svlače i istražuju jedni druge i sopstvene genitalije. To je centar falusne faze, u toku koje deca uče fizičke razlike između muškaraca i žene, oca i majke, i rodne razlike između dečaka i devojčica. Tako se kod dece između ostalog, stvaraju i iskustva koja menjaju njihovu psihološku dinamiku odnosa sa roditeljima. Fiksacija u ovoj fazi prema psihoanalitičarima, može dovesti do seksualnih devijacija i slabog ili nejasnog seksualnog identiteta.

## Faze u psihoseksualnom razvoju
Svi ljudi prema Frojdu prolaze kroz iste razvojne faze — prema ovoj šemi:
| 1. Oralna faza | → | 2. Analna faza (+ oralna) | → | 3. Falusna faza (+oralna, +analna) | → | 4. Faza latencije (+ oralna, + analna, + falusna) | → | 5. Genitalna faza |
|                |   |                           |   |                                    |   |                                                   |   |                   |
| Do 18 meseci   |   | Od 18 meseci do 3 godine  |   | Od 3 do 7 godina Edipov kompleks   |   | Od 7 do 8 godina                                  |   | Adolescenti       |

U svakoj od prve tri faze, (od pet koliko ih ima) deca moraju razrešiti specifičan konflikt koji se odnosi na način postizanja seksualnog zadovoljstva. Ako dete ne razreši uspešno taj konflikt, može ostati fiksirano na toj faz. Prelazak deteta u višu fazu označava zreliji način postizanja seksualnog zadovoljstva.
Neuspeh u ovoj fazi psihoseksualnog razvoja, razvija falusni karakter ličnosti, koja je:
- bezobzirna, odlučna, samouverena
- narcisoidna - preterano uzbuđena i ponosna.
- neuspešna u rešavanju sukoba — što može prouzrokovati da osoba bude uplašena ili nesposobna za blisku ljubav.

Polazeći od ovoga Frojd je takođe pretpostavio da fiksacija za falusnu fazu može biti glavni uzrok homoseksualnosti.

## Edipov i Elektrin kompleks u falusnoj fazi
Falusna faza je najveći i najkrupniji seksualni sukob u Frojdovom modelu razvoja. U ovoj fazi, erogena zona deteta je genitalni region. Kako dete postaje više zainteresovano za svoje genitalije, a gledajući genitalije drugih, u njemu nastaje konflikt. Konflikt, označen kao Edipov kompleks (kome je sličan Elektrin kompleks kod žena), koji podrazumeva nesvesnu želju deteta da poseduje roditelja suprotnog pola i tako eliminiše istopolnog.

### Edipov kompleks
Kod mladog mužjaka, Edipov kompleks proističe iz njegove prirodne ljubavi prema svojoj majci. Tako ljubav postaje seksualna jer se njegova libidna energija prenosi iz analnog regiona (iz prethodne razvojne faze) u sopstvene genitalije. Na nesreću za dečaka, njegov otac stoji na putu ove ljubavi prema majci. Stoga dečak oseća agresiju i zavist prema tom „rivalu”, sopstvenom ocu, ali takođe oseća i strah da će otac „udariti” na njega.
Kada je dečak primetio da žene, posebno njegova majka, nemaju polni ud (penis), pogođen je velikim strahom da će i njegov otac njemu ukloniti penis. Nastaje anksioznost od kastracije, koja može biti sve izraženija kod deteta, npr. zbog pretnji disciplinskim merama koje je izazivao kada su ga roditelji uhvatili u masturbiranju. Ova anksioznost, izazvana strahom od kastracije, prevazilazi njegovu želju za majkom, tako da on sve više potiskuje tu želju. Štaviše, iako dečak vidi, da ne može da poseduje majku, on to radi pomoću identifikacije sa ocem onoliko koliko mu je to omogućeno, i tako ova identifikacija indoktriniše dečaka za njegovu odgovarajuću seksualnu ulogu u životu.
Nakon rešavanja sopstvene incestuozne zagonetka, dečak prelazi iz falusnu fazu i ulazi u latentni period, ili u fazu latencije u psihoseksualnom razvoju koja se karakteriše mirovanjem libida. Trajni trag koji može nastati posle Edipovog kompleksa je glas superega, glas oca unutar dečaka.

### Elektrin kompleks
Za razliku od Edipovog u definiciji Elektrinog kompleksa Frojd je bio nejasan. Ovaj kompleks ima svoje korene u otkrićima male devojčice kojoj, zajedno sa majkom i svim drugim ženama, nedostaje polni ud (penis), koji poseduje njen otac i drugi muškarci. Njena ljubav prema sopstvenom ocu postaje i erotična i zavidna, jer žudi za svojim penisom, kako bi se poistovetila sa ocem. Ona krivi majku zbog njene percepcije kastracije, koja je izazvana zavisnošću od penisa, očigledno suprotno dečačkoj anksioznosti izazvanoj kastracijom.
Rezolucija Elektrinog kompleksa je daleko manje jasna nego rezolucija Edipovog kompleksa kod muškaraca; Frojd je rekao da rezolucija dolazi mnogo kasnije i da nikada nije zaista potpuna.
Kao što je dečak saznao svoju seksualnu ulogu identifikujući se sa sopstvenim ocem, tako i devojčica uči svoju ulogu identifikacijom s njenom majkom u pokušaju da poseduje oca. Prilikom eventualnog rešavanja sukoba, devojčica prelazi u latentnu fazu, iako Frojd podrazumeva da uvek devojčica ostaje malo fiksirana za falusnu fazu.

## Literatura
- Freud, Sigmund: La organización genital infantil (Una interpolación de la teoría de la sexualidad)(traducción del alemán por José Luis Etcheverry, título original: Die infantile Genitalorganisation (Eine Einschaltung in die Sexualtheorie), 1923) en: Obras Completas, Vol. XIX, Amorrotu, B. Aires, 9ª Edición, pág. 141. 1996.  950-518-595-4 неважећи .
- Freud, Sigmund: Tres ensayos sobre teoría sexual (traducción del alemán por José Luis Etcheverry, título original: Drei Abhandlungen zur Sexualtheorie, 1905) en: Obras Completas, Vol. VII, Amorrotu, B. Aires, 9ª Edición. 1996.  978-950-518-583-2.
- Elisabeth Roudinesco und Michel Plon. Artículo: Phasen/Entwicklungsstufen (der Libidoorganisation): Wörterbuch der Psychoanalyse, Springer Wien(Título original: Dictionnaire de la Psychanalyse, traducción al alemán por Christoph Eissing-Christophersen y otros). 2004.  978-3-211-83748-1. стр. 792..

## Spoljašnje veze
|  | Molimo Vas, obratite pažnju na važno upozorenje u vezi sa temama iz oblasti medicine (zdravlja). |